# Nogometni klub Aluminij
Nogometni klub Aluminij Kidričevo, bolje znan kot le Nogometni klub Aluminij, krajše NK Aluminij ali preprosto Aluminij je slovenski nogometni klub iz Kidričevega. Ustanovljen leta 1946, igra v drugi slovenski nogometni ligi. Nosijo drese italijanskega proizvajalca Zeus.

## Zgodovina
Nogometni klub Aluminij je bil ustanovljen leta 1946 ves čas dejaven kot športno društvo. Prvi sponzor kluba je bila Pobudo za Tovarna glinice in aluminija, katere naslednik je današnji Talum, generalni sponzor Aluminija. Klub je v preteklosti že igral tretji jugoslovanski ter četri, tretji in drugi slovenski ligi; v sezoni 2010–11 je Aluminij osvojil prvo mesto v drugi ligi, a se je uprava odločila, da zavrne napredek v prvo ligo. Naslednjo sezono je Aluminij ponovno osvojil prvo mesto v drugi ligi, in se je uprava tokrat odločila, da bo v sezoni 2011–12 klub zaigral v prvi ligi, prvič v svoji zgodovini. 11. marca 2013 je po slabih rezultatih trenerja Bojana Flisa, ki je po 23-tih tekmah osvojil le 21 točk in se s slabim razmerjem med zmagami, porazi, in remiji, uvrstil le na predzadnje mesto na lestvici, zamenjal priznani trener Edin Osmanović, ki je klub vodil že v preteklosti, od 2004 do 2006. Klub posveča veliko pozornosti tudi mladinskim selekcijam in ima več kot 250 aktivnih članov. Klub je v svoji zgodovini osvojil naslov prvaka ali finalista Slovenskega republiškega nogometnega pokala; zmagovalec leta 1965 in drugouvrščeni leta 1968. 

## Dosežki
Liga
- Tretja jugoslovanska liga

Zmagovalci (1): 1965–66
Drugouvrščeni (1): 1964–65
Igralci :
- 2 SNL

Drugouvrščeni (1): 2008–09, 2022-23

- 3.SNL

Zmagovalci (1): 1996–97
Drugouvrščeni (1): 1993–94
- Četrta slovenska nogometna liga

Drugouvrščeni (1): 1991–92
Pokal
- Slovenski republiški nogometni pokal

Zmagovalci (1): 1965
Drugouvrščeni (1): 1968
- Pokal Nogometne zveze Slovenije

Drugouvrščeni (2): 2001–02, 2017–18
Polfinalisti (4): 2011–12
Finalisti (1): 2017-18